# Somewhere in Turkey
Somewhere in Turkey (em português:  Em algum lugar na Turquia) é um filme mudo em curta-metragem norte-americano de 1918, do gênero comédia, estrelado por Harold Lloyd.

## Elenco
- Harold Lloyd
- Snub Pollard
- Bebe Daniels
- William Blaisdell
- Sammy Brooks
- Harry Burns
- Louise Carver
- Lige Conley - (como Lige Cromley)
- Billy Fay
- William Gillespie
- Helen Gilmore
- Lew Harvey
- Wallace Howe
- Dee Lampton
- Gus Leonard
- James Parrott

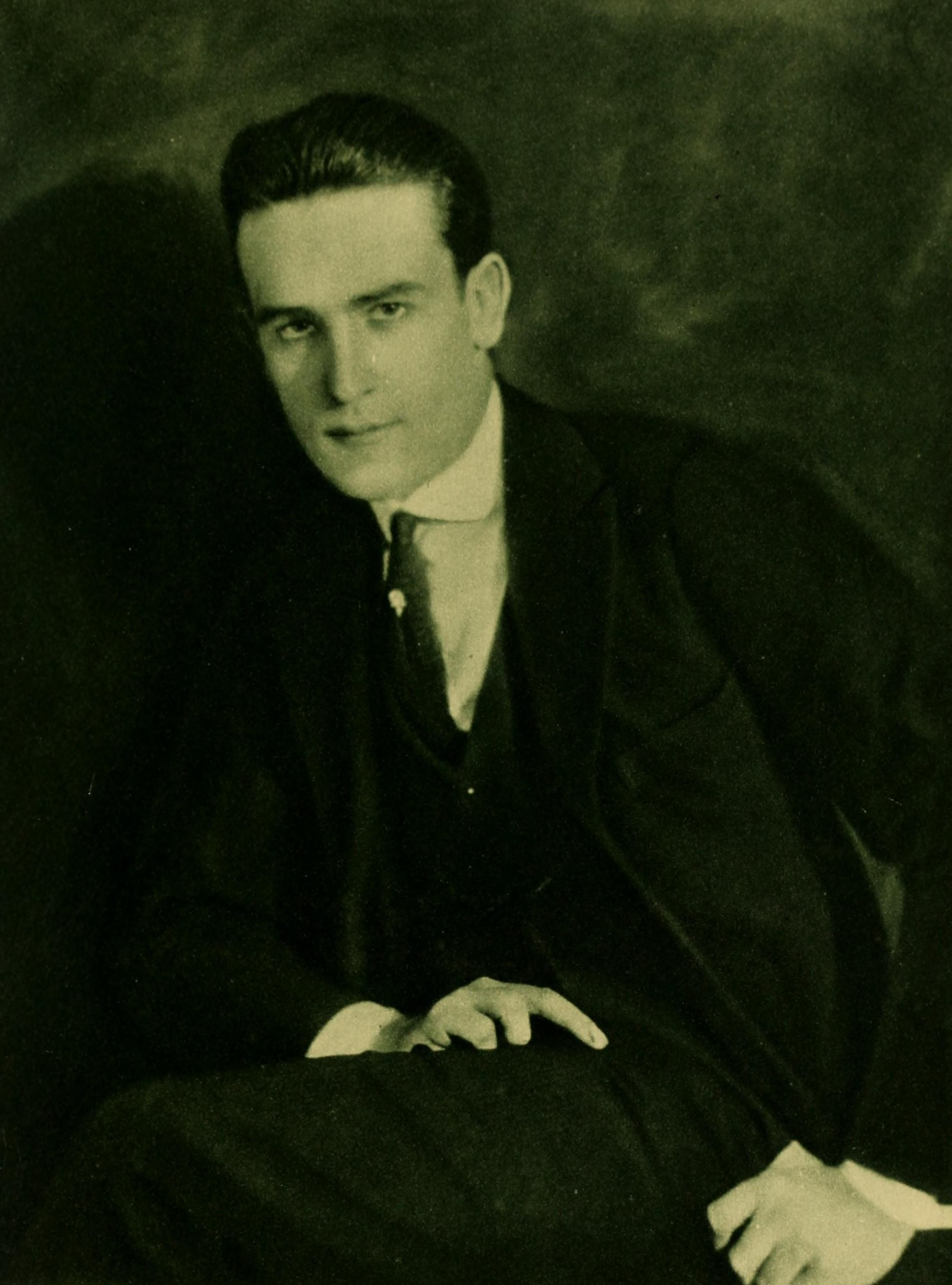
Harold Lloyd

- Charles Stevenson - (como Charles E. Stevenson)
- Dorothea Wolbert